# Stenopogon youngi
Stenopogon youngi är en tvåvingeart som först beskrevs av Martin 1968.  Stenopogon youngi ingår i släktet Stenopogon och familjen rovflugor. Inga underarter finns listade i Catalogue of Life.